# Leo Colovini
Leo Colovini (* 1964 in Venedig) ist ein italienischer Spieleautor.
Colovini ist promovierter Historiker. Er lernte als Zwölfjähriger in einem venezianischen Schachclub Alex Randolph kennen und wurde Spieletester für dessen Entwicklungen.
Colovini heiratete 1990, 1993 wurde er Vater von Zwillingen. Er kündigte seinen sicheren Job bei einer Bank, um gemeinsam mit Freunden einen Spielzeugladen zu eröffnen. Inzwischen gibt es mehrere Läden in Mestre, Venedig und Padua. Colovini entwickelte in diesen Jahren vorwiegend kleine Kartenspiele.
1995 gründete er gemeinsam mit Alex Randolph und Dario de Toffoli den Spielerverlag Venice Connection. Nachdem Colovini sein Geschichte-Studium mit einer Arbeit über Karl den Großen (Carolus Magnus) und die Langobarden in Italien abgeschlossen hatte, entwickelte er daraus das Spiel Carolus Magnus.

## Ludographie (Auswahl)
| - 1986: Drachenfels (mit Alex Randolph) - 1988: Inkognito (mit Alex Randolph) - 1990: Die magische 7 - 1993: Lex Arcana, (mit Dario de Toffoli, Marco Maggi, Francesco Nepitello) - 1994: Die Osterinsel (mit Alex Randolph) - 1996: Mini Inkognito (mit Alex Randolph) - 1997: Top hats - 1998: Dummy/Yummy/Ketch up (mit Dario de Toffoli) - 1998: Europa 1945-2030 (mit Duccio Vitale) - 1998: Theseus (mit Dario de Toffoli) - 1999: Il grande gioco del compleanno - 2000: Carolus Magnus - 2000: Cartagena - 2000: Doge - 2001: Meridian - 2001: Vabanque (mit Bruno Faidutti) - 2002: Clans - 2003: Avalon - 2003: Magna Grecia (mit Michael Schacht) - 2003: Corsari - 2003: Collection/Minestrone (mit Luiza Cognetti, Francesco Cognetti) - 2003: Die Brücken von Shangrila - 2003: Hektor und Achill (mit Marco Maggi, Francesco Nepitello) - 2003: Alexandros - 2003: Tempo - 2004: Familienbande - 2004: Druids - 2004: Number one (mit Alex Randolph, Renato de Rosa, Dario de Toffoli) - 2004: Submarine - 2004: Honesti e disonesti (mit S. Cavanè) - 2005: Go West - 2005: Wikinder (mit Federico Colovini) - 2005: Mango Tango (mit Dario de Toffoli) - 2005: Challenge Sudoku (mit Dario de Toffoli, Dario Zaccariotto) - 2005: Carcassonne – Neues Land (mit Klaus-Jürgen Wrede) - 2005: Holidays - 2006: Cartagena II - 2006: Dschingis Khan – Bewegung an der Großen Mauer - 2006: Mauerbauer - 2006: Justinian (mit Alessandro Saragosa) - 2006: Kakuro Challenge - 2006: Nebraska - 2007: MinenRäumer (mit Dario Zaccariotto) - 2007: Sieben auf einen Streich (mit Fabio Visintin) | - 2008: Star Wars: Galaktische Schlachten (mit Francesco Nepitello und Marco Maggi) - 2008: Star Wars: das letzte Gefecht (mit Francesco Nepitello und Marco Maggi) - 2008: Goldene Ära (mit Giuseppe Baù) - 2008: Islas Canarias - 2008: Wall-e (mit Federico Colovini) - 2008: Cartagena, die Flucht - 2009: Atlantis - 2009: Atlantis – Schiffe - 2009: Donna Leon – Gefaerliches Spiele - 2009: Donna Leon – exp. Set - 2010: Sherlock - 2010: Horseland - 2011: Elephant memo - 2011: Geizen - 2011: Draco - 2011: Dobbel duel - 2011: Het Huis Anubis - 2011: Atlantis – Icarus - 2011: Atlantis – Schnupperspiel - 2011: Cartagena App - 2012: I go! - 2012: Kartagena - 2012: Witches of Blackmore - 2012: Non c'è due senza tre (mit Carlo A. Rossi) - 2012: Aztlan - 2012: Masterdice - 2013: De Verkenners - 2013: Inkognito (new edition) - 2013: Golden Horn: Von Venedig nach Konstantinopel - 2014: Cartagena (new edition) - 2014: Venezia 2099 - 2014: Absacker - 2014: Hot tin roof - 2015: Think Str8! - 2015: Odyssey: Zorn des Poseidon - 2016: Leo muss zum Friseur - 2016: freaky - 2017: Polis - 2017: Matterhorn - 2017: Facecards - 2017: Gho...Gho...Ghosty - 2017: Forest - 2017: Cartagena - 2018: MiniCity - 2018: Fae - 2019: Heul doch! Mau Mau - 2019: Castello Methoni - 2022: Kuzooka |

## Auszeichnungen
| - Spiel des Jahres - 1988 Sonderpreis „Schönes Spiel“ für Inkognito - Nominierung 2000 für Carolus Magnus - Nominierung 2003 für Clans - Kinderspiel des Jahres - Nominierung 2016 für Leo muss zum Friseur - Deutscher Spiele Preis - 2000 Platz 7 für Carolus Magnus - 2001 Platz 6 für Cartagena - 2003 Platz 3 für Clans - 2004 Platz 10 für Die Brücken von Shangrila - 2006 Platz 7 für Mauerbauer | - Deutscher Kinderspiele Preis - 2016 für Leo muss zum Friseur - Spiel der Spiele - Spiele Hit für Familien 2001: Cartagena - Spiele Hit für Familien 2003: Clans - Spiele Hit für Experten 2005: Go West! - Spiel des Spiele 2009: Atlantis - Spiel des Spiele 2013: Golden Horn: Von Venedig nach Konstantinopel |